# Amtsgericht Bromberg
Das Amtsgericht Bromberg war ein preußisches Amtsgericht mit Sitz in Bromberg (Provinz Posen).

## Geschichte
Das königlich preußische Amtsgericht Bromberg wurde mit Wirkung zum 1. Oktober 1879 als eines von sieben Amtsgerichten im Bezirk des Landgerichtes Bromberg im Bezirk des Oberlandesgerichtes Posen gebildet. Der Sitz des Gerichtes war Bromberg. Sein Gerichtsbezirk umfasste den Kreis Bromberg ohne den Teil der dem Amtsgericht Crone an der Brahe zugeordnet war. Am Gericht bestanden 1880 neun Richterstellen. Das Amtsgericht war damit das größte Amtsgericht im Landgerichtsbezirk. Gerichtstage wurden in Fordon und Schulitz gehalten. Der Amtsgerichtsbezirk kam aufgrund des Versailler Vertrages 1919 zu Polen, und das Amtsgericht stellte seine Arbeit ein. Im Jahre 1939 wurde Polen deutsch besetzt. Im Rahmen der Neuorganisation der Gerichte in Ostdeutschland und im ehemaligen Polen wurden das Amtsgericht Bromberg neu gebildet und erneut dem Landgericht Bromberg zugeordnet.
Im Jahre 1945 wurde der Amtsgerichtsbezirk unter polnische Verwaltung gestellt, und die deutschen Einwohner wurden vertrieben. Damit endete auch die Geschichte des Amtsgerichtes Bromberg. Unter polnischer Verwaltung entstand das Sąd Rejonowy w Bydgoszczy (1950–1975: Sąd Powiatowy w Bydgoszczy).